# 鮑德雷鎮區 (伊利諾伊州道格拉斯縣)
鮑德雷鎮區（英語：Bowdre Towbship）是位於美國伊利諾伊州道格拉斯縣的一個行政鎮區。

## 地方資料
根據2010年美國人口普查的數據，鮑德雷鎮區的面積為124.50平方千米，當中陸地面積為124.45平方千米，而水域面積為0.05平方千米。當地共有人口653人，而人口密度為每平方千米5.24人。